# 라스무스 러도프

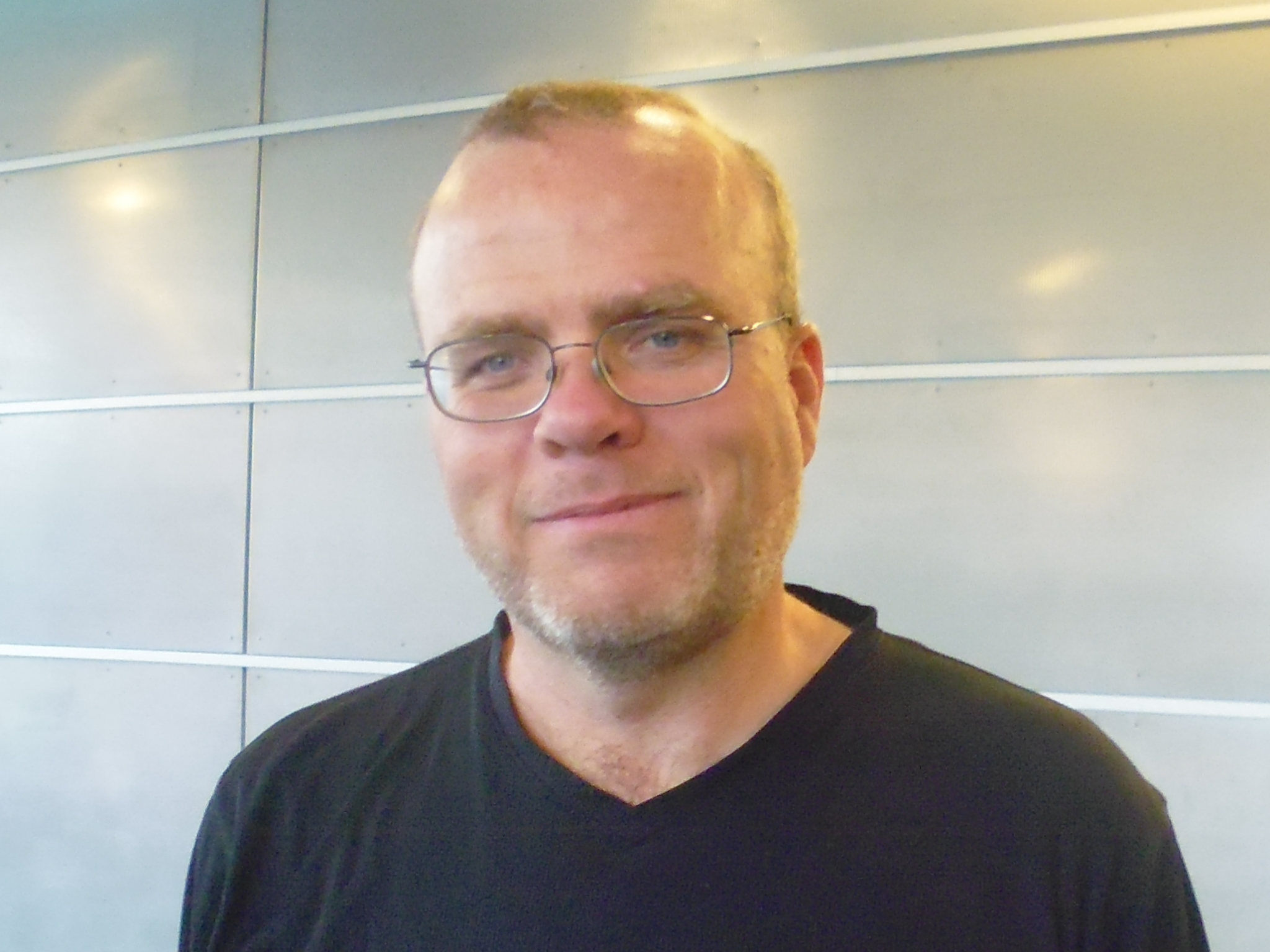
2014년의 라스무스 러도프

라스무스 러도프(Rasmus Lerdorf, 1968년 11월 22일~ )는 덴마크계 캐나다인(그린란드 출생) 프로그래머이다. 그는 PHP 스크립트 언어를 창시했으며, 그 중 처음 두 개의 판들을 만들었다. 또, 짐 윈스테드, 스티그 바켄, 셰인 카라베오, 앤디 구트만스, 지프 수라스키를 포함한 개발자 그룹이 이끄는 나중 판들의 개발에 참여하였다. 그는 이 프로젝트에 계속 기여하고 있다.

## 경력
2002년 9월부터 2009년 11월까지 그는 야후!에서 인프라 아키텍처 기술자로 일했다. 2010년 그는 자체 API 개발을 위해 위페이(WePay)에 들어갔다. 2011년 동안 그는 스타트업 기업을 위한 상담가로 활동했다. 2012년 2월 22일, 트위터에 엣시에 가입했다고 언급하였다. 2013년 7월 라스무스는 신기술 개발을 돕기 위해 젤라스틱에 가입하였다.

## 수상
2003년에 러도프는 35세의 나이로 세계 최고의 100대 혁신가들 가운데 한 명으로 MIT 테크놀로지 리뷰 TR100에 이름을 올렸다.